# John Whitridge Williams
John Whitridge Williams (Baltimora, 26 gennaio 1866 – 21 ottobre 1931) è stato un medico statunitense, ostetrico del Johns Hopkins Hospital.

## Biografia
John Whitridge Williams nasce a Baltimora il 26 gennaio 1866, figlio di Philip Williams, un medico, e di Mary Whitridge, appartenente ad una nota famiglia di medici.
Dopo tre anni nel Collegio di Baltimora, John Whitridge Williams entra nel 1884 nell'Università Johns Hopkins all'età di diciotto anni e si laurea nel 1886. Completa il corso di medicina in soli due anni all'Università del Maryland, diventando medico nel 1888 a soli ventidue anni. Immediatamente dopo parte per l'Europa, immergendosi nello studio di Batteriologia e Patologia a Vienna e a Berlino. 
Dopo il ritorno a Baltimora nel 1889, comincia a lavorare come assistente volontario per il nuovo ospedale Johns Hopkins, nel reparto di ginecologia-ostetricia.
Le sue ricerche attirano l'attenzione della comunità medica e nel 1892, a soli ventisei anni, viene ammesso nella Società Americana di Ginecologia grazie alla tesi sulla tubercolosi degli organi riproduttivi della donna. Nel 1893, viene nominato professore associato del reparto di ostetricia dell'Ospedale Johns Hopkins. 
Nonostante ciò, dal 1894 al 1895 viaggia nuovamente all'estero studiando Ostetricia e Patologia a Lipsia, Praga e Parigi. Nel 1899 viene promosso professore di ostetricia all'Università Johns Hopkins e capo del reparto ostetrico all'Ospedale.
Quando il reparto di ginecologia-ostetricia viene separato, John Whitridge Williams diviene capo del reparto di ostetricia mentre Howard Kelly di quello di ginecologia. Per tutta la vita John Whitridge Williams si opporrà a questa divisione, cercando di riunire i due reparti.
Essendo il nuovo capo di ostetricia, decide di organizzare il suo reparto secondo i metodi tedeschi, trattando questa branca della medicina come una scienza biologica dove anatomia, fisiologia, patologia, batteriologia, chimica e alimentazione giocano una parte importante.
Nel 1904 pubblica un manuale, Obstetrics, che contiene circa mille riferimenti presi come fonte dalla letteratura europea, in particolare da quella tedesca, austriaca, e francese. Il manuale, accuratamente illustrato, è considerato un classico della letteratura medica.
Nel 1911 diviene preside della scuola medica, carica che ricopre per i successivi 13 anni; nel 1919 diventa professore effettivo di ostetricia, incarico che ricopre fino alla morte che giungerà il 21 ottobre 1931.